# Limite di Chandrasekhar
Il limite di Chandrasekhar, o massa di Chandrasekhar, è il limite superiore che può raggiungere la massa di un corpo costituito da materia degenere, vale a dire un denso stato della materia che consiste di nuclei atomici immersi in un gas di elettroni. Il suo valore rappresenta la massa non rotante limite che può opporsi al collasso gravitazionale, sostenuta dalla pressione di degenerazione degli elettroni; il suo valore corrisponde a 3·1030 kg, una massa pari a circa 1,44 volte quella del Sole; viene solitamente indicato con il simbolo {\displaystyle M_{\rm {Ch}}} e rappresentata schematicamente nella forma:
{\displaystyle M_{\rm {Ch}}\approx 1{,}44M_{\odot }}
dove {\displaystyle M_{\odot }} è la massa solare.
Questo limite fu calcolato per la prima volta dal fisico indiano Subrahmanyan Chandrasekhar a cui fu successivamente intitolato.
Poiché le nane bianche sono composte di materia degenere, nessuna nana bianca non rotante può avere una massa superiore al limite di Chandrasekhar.

Questo limite è l'analogo del limite di Tolman-Oppenheimer-Volkoff per le stelle di neutroni.

## Significato fisico

Relazione tra massa e raggio per il modello teorico di una nana bianca. La curva verde si basa sulla legge generale di pressione per un gas di Fermi ideale; la curva blu si riferisce a un gas ideale di Fermi non relativistico. La linea nera definisce il limite per particelle ultrarelativistiche.

Normalmente, il calore generato da una stella sostiene il peso della sua atmosfera. Quando la stella finisce il suo combustibile nucleare, gli strati esterni collassano sul nucleo. Se, giunta a questo punto, la stella possiede una massa minore del limite di Chandrasekhar, il collasso è fermato dalla pressione degli elettroni degeneri, e il risultato è una nana bianca stabile.
Se una stella incapace di produrre ulteriore energia (non è, in generale, il caso delle nane bianche) ha una massa maggiore, la pressione di degenerazione degli elettroni non è sufficiente a contrastare la gravità; i protoni si fondono con gli elettroni mediante il processo di cattura elettronica, liberando neutrini, e la stella diventa una stella di neutroni. Poiché i neutroni hanno una massa circa 1800 volte superiore a quella degli elettroni, acquistano energia più lentamente e riescono a resistere alla forza gravitazionale fino al limite di circa 2,5 masse solari.
Oltre questo secondo limite la stella collassa in un buco nero.

### Origine quantomeccanica
Il limite di Chandrasekhar deriva dagli effetti della meccanica quantistica quando si considera il comportamento degli elettroni che forniscono la pressione di degenerazione necessaria per sostenere la nana bianca. Gli elettroni, infatti, sono fermioni (soggetti cioè alla statistica di Fermi-Dirac) e, per il principio di esclusione di Pauli, non possono occupare il medesimo stato quantico. Quando un gas di elettroni si raffredda, gli elettroni si trovano impossibilitati a occupare tutti lo stato di energia minima; gran parte di essi si troveranno in stati più energetici, creando una pressione la cui natura è puramente quantomeccanica.

### Approssimazione classica
Nell'approssimazione "classica", senza tener conto della relatività, una nana bianca può essere arbitrariamente grande, con un volume inversamente proporzionale alla sua massa. Nei calcoli relativistici, le energie in cui si trovano gli elettroni a causa della pressione di degenerazione diventano significative rispetto alla loro massa a riposo (invece che trascurabili come è di solito); la loro velocità si avvicina a quella della luce, rendendo inadeguato il modello classico e obbligando a ricorrere alla relatività speciale. Il risultato è che nel modello relativistico emerge un limite alla massa consentita per un corpo a simmetria sferica, autogravitante e sostenuto dalla pressione di degenerazione.
Se, all'interno di un sistema binario stretto, una nana bianca riceve materia dalla stella compagna, essa può superare il limite di Chandrasekhar. La nana bianca collassa improvvisamente ed esplode come una supernova di tipo I.

## Valore della massa di Chandrasekhar
{\displaystyle M_{\rm {Ch}}=\left({\frac {hc}{3G}}\right)^{3/2}\left({\frac {1}{\mu m_{p}}}\right)^{2}}
In cui:
{\displaystyle h} è la costante di Planck
{\displaystyle c} è la velocità della luce
{\displaystyle G} è la costante di gravitazione universale
{\displaystyle m_{p}} è la massa a riposo del protone
{\displaystyle \mu } è il numero di nucleoni per elettrone e vale circa 2.
Si può usare anche questa forma alternativa:
{\displaystyle M_{\rm {Ch}}=\left({\frac {1}{3^{3/2}\mu ^{2}}}\right){\frac {m_{\rm {Pl}}^{3}}{m_{p}^{2}}}}
in cui appare la massa di Planck, {\displaystyle m_{\rm {Pl}}}.